# Marta Pérez i Solé
Marta Pérez i Solé (Barcelona, 6 d'agost de 1966) és una actriu catalana. És una de les integrants de la companyia T de Teatre, juntament amb Míriam Iscla, Mamen Duch, Carme Pla i Àgata Roca. Es va diplomar en Interpretació a l'Institut del Teatre de Barcelona el 1987. Com a actriu, ha treballat amb els directors Carol López, Esteve Ferrer, Josep Pere Peyró, Jaume Melendres, M. Casamayor, Teresa Vilardell i Federic Roda. A més de participar en tots els espectacles de T de Teatre, Marta Pérez ha dirigit Nelly Blue –interpretada per Albert Ribalta i Xavier Mira i escrita per tots tres–, i Humor i hòsties –codirigida amb Miguel Casamayor–. Ha estat nominada als Premis Butaca en dues ocasions: per Boulevard i per La tendresa.

## Obres

### Teatre
- Nelly Blue (direcció)
- Petits contes misògins (1991), de Patricia Highsmith; direcció: Pere Sagristà-Ollé
- Homes! (1994), de diversos autors; direcció: Sergi Belbel
- Criatures (1998), de diversos autors; direcció: David Plana i T de Teatre
- Això no és Vida! (2003), de diversos autors; direcció: David Plana
- 15 (2006), de diversos autors; direcció: Sergi Belbel i T de Teatre
- Com pot ser que t'estimi tant? (2007), de Javier Daulte; direcció: Javier Daulte
- Delicades (2010), d'Alfredo Sanzol; direcció: Alfredo Sanzol
- Aventura! (2012), d'Alfredo Sanzol; direcció: Alfredo Sanzol
- Dones com jo (2014): quatre dones que s'acosten als cinquanta. Una d'elles ho ha abandonat tot, s'amaga en un dels molts pisos buits que hi ha a la ciutat. Vol estar sola, allunyar-se de tot, però les seves amigues no la deixen en pau; vulgui o no vulgui, li fan costat.
- E.V.A., dirigida per Julio Manrique
- Hardwicke, dirigida per David Selvas
- La tendresa, amb Alfredo Sanzol.

### Televisió
- Hospital Central (2005)
- El comisario (2005)
- La sagrada família (2010)
- Jet Lag: és una comèdia de situació sobre la vida quotidiana de cinc dones al voltant de la trentena. Emesa des del 2 d'octubre de 2001 fins a l'11 de juny de 2006 per TV3. Va ser reemesa pel Canal 300 i el Canal 3XL.
- Gran Nord: històries que succeeixen en un poble anomenat Nord.
- Estudio 1 (2013)

### Cinema
- Línia roja (1992)
- No et tallis ni un pèl (1992)
- Cràpules (1993)
- Nexe (1995)
- Ángulo muerto  (1998)
- Dones (2000)
- Gente pez (2001)
- Prime Time  (2004)
- Ahora o nunca
- Creatura, d'Elena Martín (2023)[2]